# راسيل داونينغ
راسيل داونينغ (بالإنجليزية: Russell Downing) (و. 1978  م) هو دراج على المضمار، وراكب دراجة هوائية بريطاني، شارك في دورة ألعاب الكومنولث 2014.

## سباقات أو مراحل فاز بها
| التاريخ        | السباق                        | المركز                      |
| -------------- | ----------------------------- | --------------------------- |
| 01 يناير 2005  | 2005 Tour de Bretagne         |                             |
| 01 يناير 2006  | دريفينكويرز أوفيريجز 2006     | الفائز في التصنيف العام     |
| 01 يناير 2008  | Tour of Ireland 2008          |                             |
| 01 يناير 2009  | Tour of Ireland 2009          | الفائز في التصنيف العام     |
| 28 يوليو 2010  | طواف الوني 2010               | الفائز في التصنيف العام     |
| 26 فبراير 2011 | طواف نيوشبلاد 2011            | المرتبة 18 في التصنيف العام |
| 17 أبريل 2011  | فولتا كاستيلا ليون 2011       | السابع في تصنيف النقاط      |
| 01 يناير 2012  | سباق جائزة ليليرس الكبرى 2012 | الفائز في التصنيف العام     |
| 30 مارس 2012   | روت أديلي 2012                | الرابع في التصنيف العام     |
| 20 مايو 2012   | طواف النرويج 2012             | الثامن في تصنيف النقاط      |
| 11 أغسطس 2013  | سباق النرويج 2013             | السابع في تصنيف النقاط      |

## روابط خارجية
- راسيل داونينغ على موقع الاتحاد الدولي للدراجات (الإنجليزية)
- راسيل داونينغ على موقع أرشيف الدراجات (الإنجليزية)
- راسيل داونينغ على موقع إحصائيات الدراجات الإحترافية (الإنجليزية)
- راسيل داونينغ على موقع نسبة الدراجات (الإنجليزية)
- راسيل داونينغ على موقع CycleBase (الإنجليزية)
- راسيل داونينغ على موقع اتحاد ألعاب الكومنولث (مؤرشف) (الإنجليزية)
- راسيل داونينغ على موقع اتحاد ألعاب الكومنولث (مؤرشف) (الإنجليزية)
- راسيل داونينغ على موقع دورة ألعاب الكومنولث 2006 (مؤرشف) (الإنجليزية)